# En Toute Intimité
En Toute Intimité là tựa đề của hai đĩa CD và DVD từ các buổi hòa nhạc acoustic trong năm 2003 diễn ra tại nhà hát Olympia, Paris của Lara Fabian.  Cả CD và DVD đều được ghi hình trong các buổi hòa nhạc diễn ra vào các ngày 2 và 3 tháng 2 năm 2003.
Buổi hòa nhạc chỉ sử dụng piano ấm cúng này bao gồm nhiều phiên bản acoustic của các bài hát từ những album phòng thu trước đó của Fabian, cũng như nhiều ca khúc kinh điển hát bằng tiếng Ý, tiếng Pháp và tiếng Anh chưa được ghi âm của Fabian. Nhiều bài hát của cô, như "J'y crois encore", được sắp xếp lại toàn bộ để phù hợp với nền âm thanh acoustic.
Ở đĩa CD và DVD, bên cạnh một số bản hit và bài hát đáng chú ý của Fabian, nhiều ca khúc kinh điển cũng được cô thể hiện như: "Caruso" của Lucia Dalla (đã từng được Fabian trình diễn nhiều lần trước đó), "Calling you" của Jevetta Stone từ nhạc phim của Bagdad Café, ca khúc "Mistral gagnant" của ca sĩ người Pháp Renaud, và một bản nhạc hỗn hợp từ nhạc kịch "Starmania" nổi tiếng thế giới của âm nhạc Pháp. Đĩa DVD bao gồm một số bài hát không xuất hiện trong CD, trong đó đáng chú ý nhất là màn trình diễn thể hiện sự tôn kính của Fabian với nhạc phẩm tiếng Pháp kinh điển của Celine Dion, "Pour que tu m'aimes encore". Fabian đã thể hiện sự tôn trọng và đánh giá cao với nữ ca sĩ người Canada, bất chấp những so sánh của giới truyền thông trong nhiều năm. Fabian cũng tận dụng không khí thân mật của khán phòng và sự gần gữi với khán giả để thể hiện niềm đam mê diễn xuất, tạo nên chiều sâu mới trong nhiều màn trình diễn của cô. Một điểm nhấn khác chỉ xuất hiện trong DVD là phiên bản hát lại ca khúc "Je suis malade" của Serge Lama. Bài hát nổi tiếng này đã từng nằm trong album ghi âm 9 năm trước của Fabian, Carpe diem. Lần trình diễn này, bên cạnh việc biểu diễn bài hát, còn có sự hòa trộn giữa lời độc thoại và cách hát theo lối kịch với đệm đàn piano.

## Danh sách bài hát
| En Toute Intimité – Phiên bản CD | En Toute Intimité – Phiên bản CD        | En Toute Intimité – Phiên bản CD     | En Toute Intimité – Phiên bản CD |
| STT                              | Nhan đề                                 | Sáng tác                             | Thời lượng                       |
| -------------------------------- | --------------------------------------- | ------------------------------------ | -------------------------------- |
| 1.                               | "J'y crois encore"                      | Lara Fabian Rick Allison             | 5:04                             |
| 2.                               | "Comme ils disent"                      | Charles Aznavour                     | 5:26                             |
| 3.                               | "Caruso"                                | Lucio Dalla                          | 5:01                             |
| 4.                               | "S'en aller"                            | Fabian Allison                       | 3:46                             |
| 5.                               | "Voir un ami pleurer"                   | Jacques Brel                         | 4:26                             |
| 6.                               | "Je t'aime"                             | Fabian Allison                       | 4:41                             |
| 7.                               | "Je suis mon coeur"                     | Christine Lidon Daniel Lavoie        | 5:22                             |
| 8.                               | "Addio del passato"                     | Francesco Maria Piave Giuseppe Verdi | 5:28                             |
| 9.                               | "Mistral gagnant"                       | Renaud Séchan                        | 4:10                             |
| 10.                              | "Si tu m'aimes / Parce que tu pars"     | Fabian Allison                       | 5:27                             |
| 11.                              | "Tu es mon autre" (song ca với Maurane) | Fabian Allison                       | 4:19                             |
| 12.                              | "Medley Starmania"                      | Luc Plamondon Michel Berger          | 5:55                             |
| 13.                              | "Calling You"                           | Robert Telson                        | 5:27                             |
| 14.                              | "Tout"                                  | Fabian Allison                       | 3:57                             |
| 15.                              | "Immortelle"                            | Fabian Allison                       | 3:15                             |
| 16.                              | "Bambina" (phiên bản guitar/ giọng hát) | Fabian Janey Clewer                  | 3:59                             |

| En Toute Intimité – Phiên bản DVD | En Toute Intimité – Phiên bản DVD                                                                                 | En Toute Intimité – Phiên bản DVD | En Toute Intimité – Phiên bản DVD |
| STT                               | Nhan đề | Sáng tác                          | Thời lượng                        |
| --------------------------------- | --- | --------------------------------- | --------------------------------- |
| 1.                                | "Intro Bambina"                                                                                                   |                                   |                                   |
| 2.                                | "J'y crois encore"                                                                                                |                                   |                                   |
| 3.                                | "Comme ils disent"                                                                                                |                                   |                                   |
| 4.                                | "Caruso" |                                   |                                   |
| 5.                                | "S'en aller" |                                   |                                   |
| 6.                                | "Aimer déjà" | Fabian Allison                    |                                   |
| 7.                                | "Voir un ami pleurer"                                                                                             |                                   |                                   |
| 8.                                | "Je t'aime" |                                   |                                   |
| 9.                                | "Pour que tu m'aimes encore"                                                                                      | Jean-Jacques Goldman              |                                   |
| 10.                               | "Je suis mon coeur"                                                                                               |                                   |                                   |
| 11.                               | "Addio del passato"                                                                                               |                                   |                                   |
| 12.                               | "Mistral gagnant"                                                                                                 |                                   |                                   |
| 13.                               | "Si tu m'aimes / Parce que tu pars"                                                                               |                                   |                                   |
| 14.                               | "Tu es mon autre" (song ca với Maurane)                                                                           |                                   |                                   |
| 15.                               | "Medley Starmania"                                                                                                |                                   |                                   |
| 16.                               | "Calling You" |                                   |                                   |
| 17.                               | "Tout" |                                   |                                   |
| 18.                               | "Je suis malade"                                                                                                  | Serge Lama Alice Dona             |                                   |
| 19.                               | "Immortelle" |                                   |                                   |
| 20.                               | "Bambina" |                                   |                                   |
| 21.                               | "Hậu trường sân khấu"                                                                                             |                                   |                                   |
| 22.                               | "Tu es mon autre" (với Maurane và Jean-Félix Lalanne trong chương trình Autour de la Guitare tại nhà hát Olympia) |                                   |                                   |
| 23.                               | "Bambina" (video âm nhạc)                                                                                         |                                   |                                   |
| Tổng thời lượng:                  | Tổng thời lượng:                                                                                                  | Tổng thời lượng:                  | 135:00                            |

## Xếp hạng và chứng nhận
| Bảng xếp hạng (2003–05)             | Vị trí cao nhất |
| ----------------------------------- | --------------- |
| Album Bỉ (Ultratop Wallonie)        | 1               |
| DVD Âm nhạc Bỉ (Ultratop Wallonia)  | 7               |
| Album Pháp (SNEP)                   | 6               |
| Album Thụy Sĩ (Schweizer Hitparade) | 31              |

| Bảng xếp hạng (2003)                      | Vị trí |
| ----------------------------------------- | ------ |
| Bỉ (Ultratop Wallonia)                    | 23     |
| Bỉ Francophone Albums (Ultratop Wallonia) | 14     |
| Pháp (SNEP)                               | 50     |
| Bảng xếp hạng (2004)                      | Vị trí |
| Bỉ (Ultratop Wallonia)                    | 48     |
| Bỉ Francophone Albums (Ultratop Wallonia) | 29     |
| DVD Âm nhạc Bỉ (Ultratop Wallonia)        | 24     |
| Pháp (SNEP)                               | 80     |

| Quốc gia                                                                           | Chứng nhận  | Số đơn vị/doanh số chứng nhận |
| Album                                                                              | Album       | Album                         |
| ---------------------------------------------------------------------------------- | ----------- | ----------------------------- |
| Pháp (SNEP)                                                                        | Bạch kim    | 369.100                       |
| Album video                                                                        |             |                               |
| Pháp (SNEP)                                                                        | 2× Bạch kim | 40.000*                       |
| * Chứng nhận dựa theo doanh số tiêu thụ. ^ Chứng nhận dựa theo doanh số nhập hàng. |             |                               |